# IFK Malmö
Idrottsföreningen Kamraterna Malmö, más conocido como IFK Malmö es un club de fútbol sueco que se encuentra en Malmö. El club fue fundado 23 de abril de 1899.

## Historia
El club fue fundado en 1899 por lo que es el más antiguo club de fútbol de Malmö. IFK participó en la primera temporada de Allsvenskan en 1924/25. El club jugó en  13 temporadas en la primera división, en 1960 el IFK terminó segundo. En 1961 llegó a los cuartos de final en la Copa de Europa (perdiendo ante Rapid Viena). Su uniforme se compone de camiseta amarilla, pantalón blanco y medias blancas. Antes de la temporada 2009, el club cambió su sede del  estadio  Malmö IP al Malmö Stadion. IFK Malmö es a menudo coloquialmente llamado digule (Los amarillos) en referencia a los colores de su vestimenta.
En el Mundial Suecia 1958, el equipo argentino usó la camiseta del IFK Malmö porque la casaca argentina se confundía con la alemana, según las autoridades.

## Curiosidades
- En el Mundial de Suecia de 1958, Argentina debutó contra Alemania Federal, debiendo cambiar por primera vez en su historia el clásico uniforme celeste y blanco a bastones, usando la camiseta amarilla del club IFK Malmö.

## Palmarés
- Allsvenskan:
  - Subcampeonato (1): 1960

- Division 2 Södra Götaland:
  - Campeón (1): 2006